# Avenue de la République (Épinay-sur-Seine)
Pour les articles homonymes, voir Avenue de la République.
L'avenue de la République, est une voie de communication d'Épinay-sur-Seine, qui suit le tracé de la route départementale 921 et de la route nationale 14.

## Situation et accès
Partant de l'intersection avec la rue de Paris, prolongée au nord par l'avenue Jean-Jaurès, l'avenue de la République se dirige vers Saint-Denis. Elle rencontre notamment le boulevard Foch, passe sous la ligne de Saint-Denis à Dieppe encadrée par la rue de l'Yser et de la rue des Solivats, traverse le carrefour de la rue Claude-Debussy et de la rue du Fort-de-la-Briche, puis se termine à la limite de Villetaneuse et de Saint-Denis.
Elle est parcourue sur toute sa longueur par la ligne 8 du tramway d'Île-de-France.

## Historique

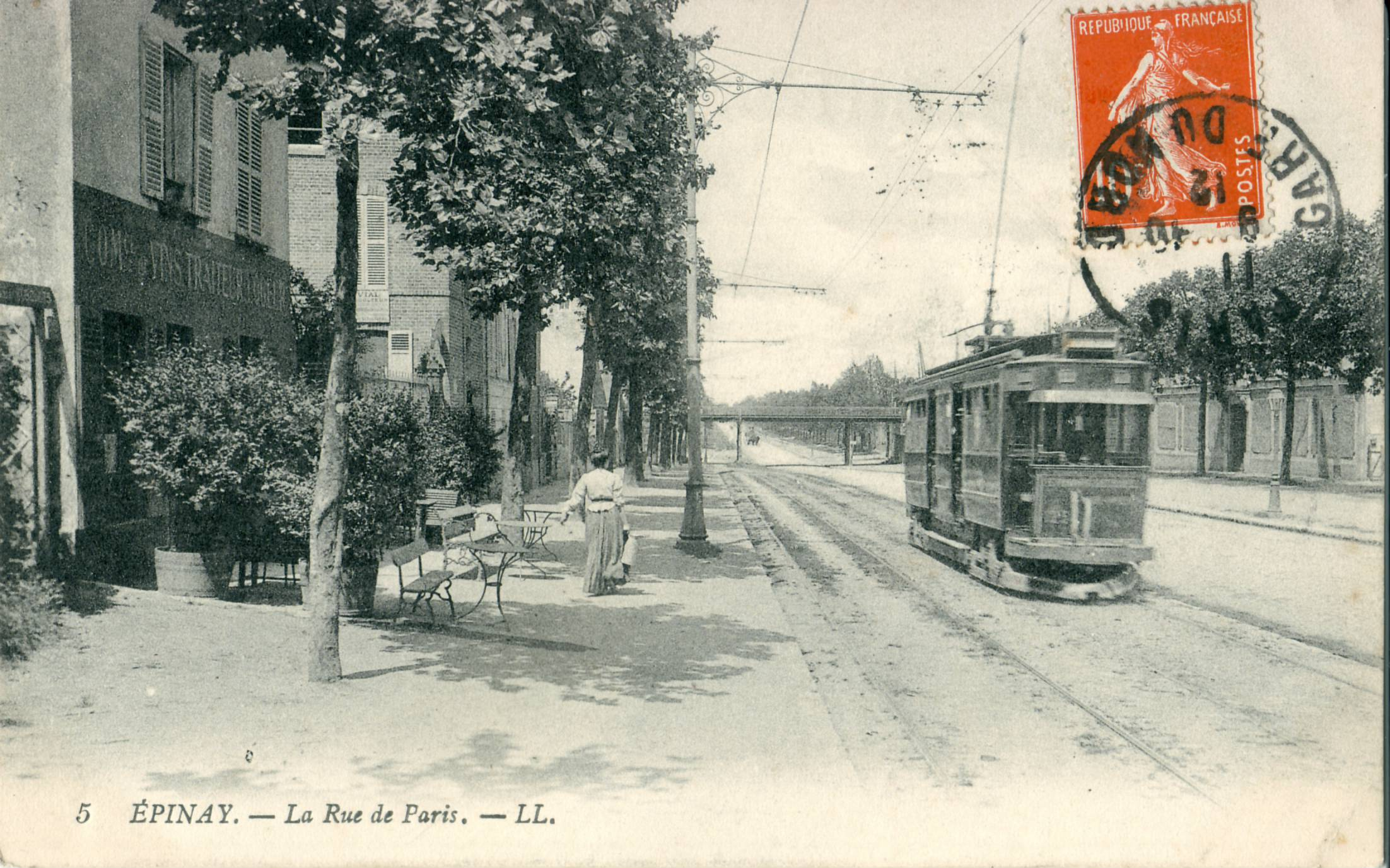
Avenue de la République, autrefois avenue de Paris, au pont ferroviaire.

La ligne de tramway Enghien - Trinité, créée par la Compagnie des tramways électriques du Nord-Parisien le 26 septembre 1900, puis prolongée le 19 avril 1908 jusqu'à la gare d'Enghien-les-Bains assurait la desserte de l'avenue de la République jusqu'à Paris. Cette ligne est démantelée le 25 mars 1935, où elle est remplacée par des autobus.
Le 30 janvier 1918, durant la première Guerre mondiale, une bombe lancée d'un avion allemand explose au no 14 avenue de la République
C'est en 1999 que le projet Tram'y voit le jour, visant à faire renaître cette ligne.

## Origine du nom
Cette avenue est nommée ainsi en l'honneur de la Troisième République et plus généralement de la République Française.

## Bâtiments remarquables et lieux de mémoire

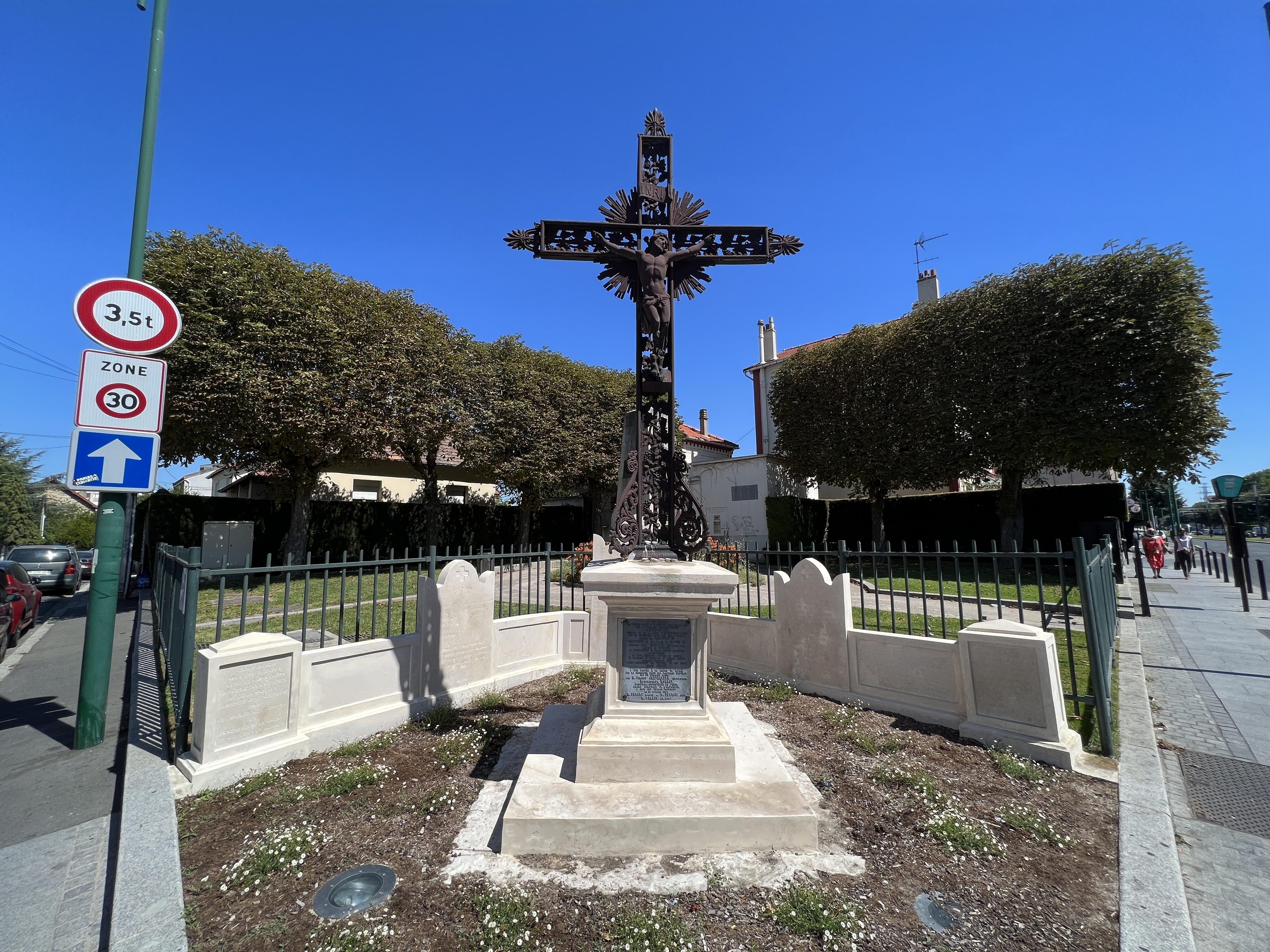
Monument aux Morts de la Guerre de 1870, en août 2022.

- Église Sainte-Cécile-de-la-Briche, construite en 1961.
- Fort de la Briche.
- Au lieudit La Croix Saint-Marc, monument aux Morts de la Guerre de 1870[3], dans le square des Mobiles. À l'angle de la rue Saint-Marc s'élève une croix de fer entourée de plaques funéraires portant les noms de soldats français et allemands tués au combat dans le village d'Épinay le 30 novembre 1870[4].
- Marché d'Épinay-sur-Seine[5].
- Cité-jardin Blumenthal[6].
- Monument des Mobiles de 1870, au carrefour des Mobiles.